# Megachile rufofulva
Megachile rufofulva är en biart som beskrevs av Cockerell 1918. Megachile rufofulva ingår i släktet tapetserarbin, och familjen buksamlarbin. Inga underarter finns listade i Catalogue of Life.